# Lepnica francuska
Lepnica francuska (Silene gallica L.) – gatunek rośliny z rodziny goździkowatych (Caryophyllaceae). Jako gatunek rodzimy występuje w Europie, zachodniej Azji i północnej Afryce; ponadto szeroko rozprzestrzeniony jako gatunek zawleczony. W Polsce rośnie głównie w części południowo-zachodniej i południowej.

## Morfologia

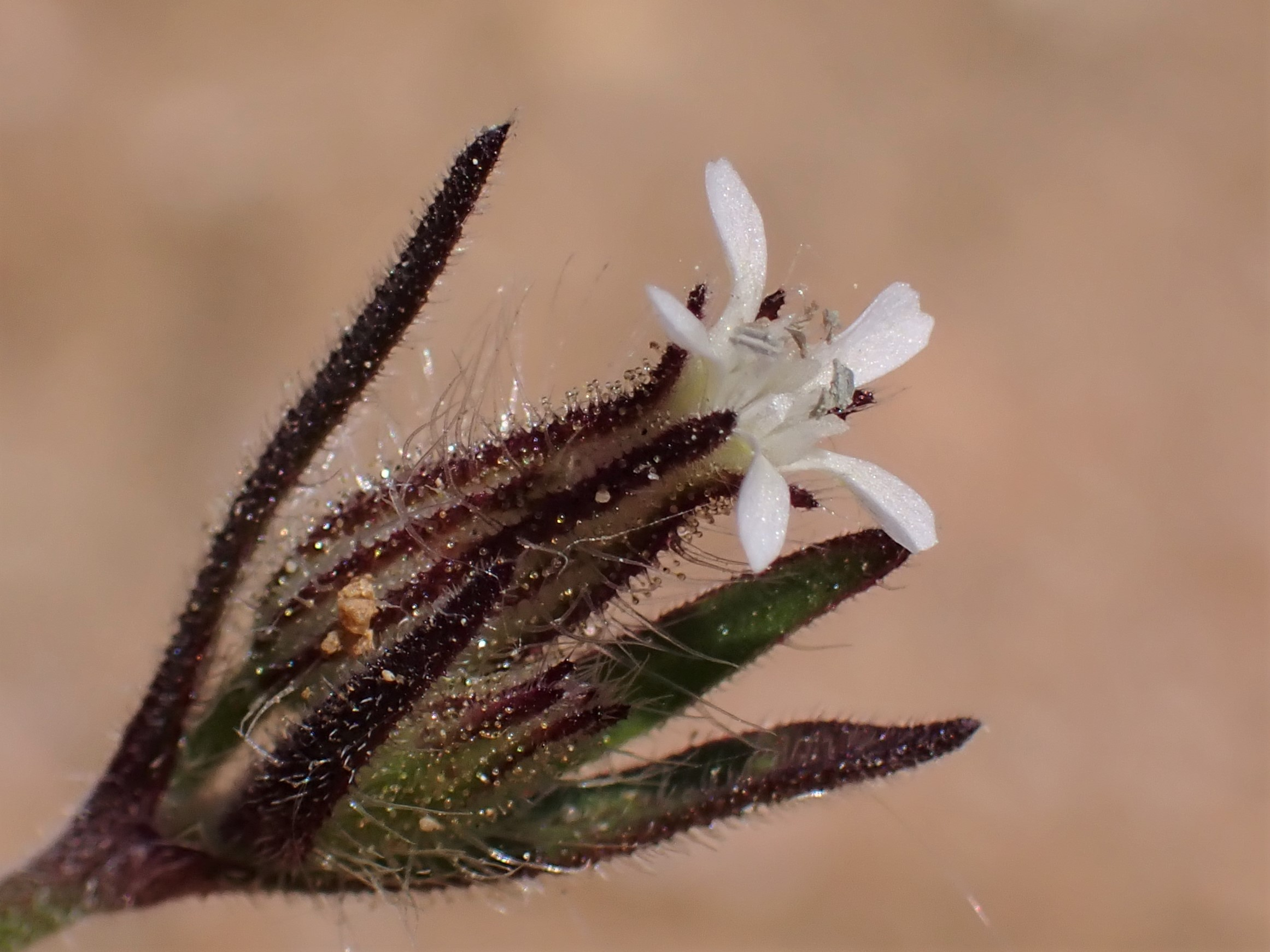
Kwiat

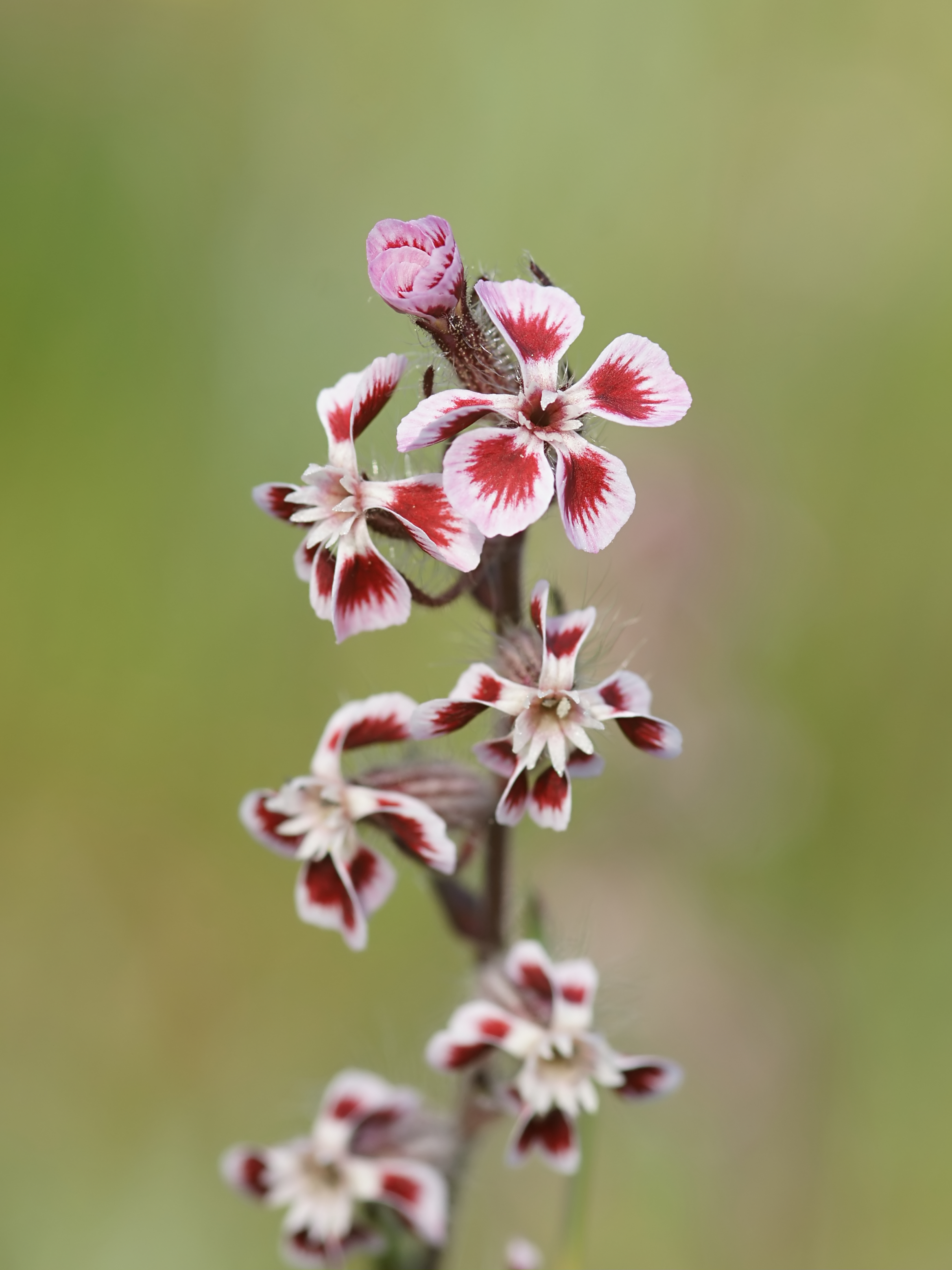
Kwiatostan odm. quinquevulnera

ŁodygaOwłosiona, w górnej części ogruczolona, do 40 cm wysokości.
LiścieŁopatkowatolancetowate.
KwiatyBiałe lub różowe, zebrane w jednoramienną wierzchotkę. Kwiaty dolne szypułkowe, górne - siedzące. Kielich 10-nerwowy, ogruczolony. Płatki korony całobrzegie lub delikatnie wycięte. Nitki pręcików owłosione w dolnej części.
OwocTorebka.

## Biologia i ekologia
Roślina jednoroczna, chwast. Rośnie na polach uprawnych, miedzach i ugorach. Kwitnie w czerwcu i lipcu. Gatunek charakterystyczny zespołu Geranio-Silenetum gallicae. Liczba chromosomów 2n = 24.

## Zagrożenia
Roślina umieszczona na Czerwonej liście roślin i grzybów Polski (2006) w grupie gatunków narażonych na wymarcie (kategoria zagrożenia: V). W wydaniu z 2016 roku otrzymała kategorię EN (zagrożony).